# Yuithm
『yuithm』（ユイスム）は、榊原ゆいの1作目のオリジナルアルバム。2006年1月27日にLOVE×TRAXよりリリースされた。

## 概要
内訳として、タイアップ12曲、表題曲を含む初収録の2曲全14曲が収録されている。タイアップが付いている曲は全てPCゲームの主題歌である。
イベント限定版は2005年12月29・30日先行発売。

## 収録曲
1. Realythm（オリジナル曲）
2. jewelry days
  - PCゲーム『オーガストファンBOX』テーマソング
3. 笑顔を追いかけて
  - PCゲーム『こんねこ She continues loving him over and over again.』オープニングテーマ・挿入歌
4. 幻影〜まぼろし〜
  - PCゲーム『百舌鳥ノ贄if… 早贄ノ章』オープニングテーマ
5. 春に咲く想い
  - PCゲーム『アネもネ』オープニングテーマ
6. キラリ☆夏
  - PCゲーム『to…』オープニングテーマ
7. It’s just love
  - ゲーム『ぬくもりの中で』エンディングテーマ
8. 凍る月の夜
  - PCゲーム『UNDER GROUND 地下牢で泣く小羊たち』オープニングテーマ
9. 棘姫
  - Webサイト『ランジェリー戦士パピヨンローゼG』オープニングテーマ
10. 抱擁
  - 作詞：佐野恵・MARINE／作曲：くるがみ龍
  - ゲーム『ぬくもりの中で』オープニングテーマ
11. school meet you
  - PCゲーム『すくみずポリス』オープニングテーマ
12. 凛〜りん〜
  - PCゲーム『アネもネ』エンディングテーマ
13. Traveling
  - PCゲーム『Blaze of Destiny』エンディングテーマ
14. melody（オリジナル曲）
15. 愛のGUSH!（bonus track）
  - PCゲーム『えろぼーん』オープニングテーマ